# Мандрагора
Мандрагората (Mandragora) е род покритосеменни растения от семейство Картофови (Soalanaceae). Корените съдържат психоактивни алкалоиди. Понякога корените им приличат на човешка фигура, за това в древността са им приписвали магическа сила.
Родът обхваща няколко вида, разпространени в Средиземноморието, в близка и средна Азия и в Хималаите.

## Видове
- Mandragora autumnalis
- Mandragora officinarum
- Mandragora turcomanica
- Mandragora caulescens

## Наркотични свойства
Мандрагората се е използвала като силен халюциноген. През Средновековието, това растение често се среща във вещерските рецепти.
Използването на мандрагора категорично не се препоръчва, защото са възможни тежки последствия, довеждащи понякога и до смърт. Други непоправими вреди, които може да предизвика мандрагората, са изгубване на паметта и когнитивни нарушения.

## Фолклор
Според средновековни легенди, мандрагора се намира край бесилките, защото пониква от семето на обесените.
Мандрагората също е била използвана за ритуали и магии.

## Мандрагората в литературата
- Споменава се още в Библията, книга „Битие“;
- Николо Макиавели пише пиеса „Mandragola“;
- Шекспир я споменава 5 пъти в:
  - „Отело“,
  - „Антоний и Клеопатра“,
  - „Ромео и Жулиета“,
  - „Веселите уидзорки“,
  - „Крал Хенри VI“;
- Езра Паунд, в поемата си „Портрет на жена“;
- Самюел Бекет, в „Очакване на Годо“;
- Дж. К. Роулинг, в „Хари Потър и Стаята на тайните“;
- Хорхе Луис Борхес, в „Книга на въображаемите същества“.
- Марго Бъруин, в „Цветята на дъждовната гора“ (роман)
- Джон Ъпдайк, в „Кентавърът“ (роман)
- Николай Райнов, в „Богомилски легенди“
- Пол Дохърти, в „Стрелецът Демон“
- Мишел Турние, в „Петкан или чистилището на Пасифика“
- Анджей Сапковски, в „Огнено кръщение“

## Мандрагората в киното
- Лабиринтът на Пан
- Хари Потър и Стаята на тайните
- Мерлин
- Вещиците от Ийст Енд
- Тайният кръг